# Legendz
Legendz (japanisch レジェンズ) ist ein Manga von Rin Hirai, Makoto Haruno, der von 2003 bis 2005 in Japan erschienen ist. Im Jahr 2004 kam eine Anime-Adaption von Studio Gallop heraus. Der Manga wurde erstmals in Shūeishas Gekkan Shōnen Jump in Japan veröffentlicht und 2005 von Viz Media in englischer Sprache.

## Handlung
Die Geschichte handelt von Ken Kazaki, einem Jungen, der die Ryudo-Grundschule besucht. Zusammen mit Shiron, seinem treuen Windragon, tritt er gegen andere Leute an, die wie er Monster, die sogenannten Legendz, züchten und erziehen. Ken nimmt später am Legendz-Karneval teil.

## Veröffentlichung
Der Manga Legendz wurde von Rin Hirai geschrieben und von Makoto Haruno illustriert. Er wurde ursprünglich von 2003 bis 2005 in Gekkan Shōnen Jump von Shūeisha veröffentlicht. Die Serie wurde von Viz Media ins Englische übersetzt und in vier Bänden mit der ersten Veröffentlichung im März 2005 veröffentlicht.

## Anime
Die Animeserie wurde von Studio Gallop produziert. Regie führte Akitaro Daichi und das Charakterdesign stammt von Nagisa Miyazaki. Die Tonregie übernahm Kazuya Tanaka. Der Anime lief vom 4. April 2004 bis zum 27. März 2005 auf Fuji TV.

### Synchronisation
| Rolle  | japanischer Sprecher (Seiyū) |
| ------ | ---------------------------- |
| Shu    | Akemi Okamura                |
| Shilon | Kazuhiko Inoue               |
| Meg    | Megumi Nasu                  |
| Mac    | Masami Suzuki                |
| Dino   | Omi Minami                   |

### Musik
Die Musik der Serie komponierten Jun Abe und Seiji Muto. Das Vorspannlied ist Legendz of The Wind von Kyoko. Der Abspann ist unterlegt mit Tomaranai~Nonstop der Folgen 1–37, gesungen von Brenda Vaughn. Die Folgen 38–49 werden von Linda Yamamoto gesungen.

## Videospiele
Legendz: Island of Ordeal (レジェンズ甦る試練の島) ist ein Game-Boy-Advance-Spiel, das von Bandai produziert und am 29. Juli 2004 veröffentlicht wurde. Das Videospiel enthält als Zubehör zu „Reborn“ the Legendz ein Verbindungskabel, das mit der „Soul Doll“ verbunden werden kann.
Das Videospiel Legendz Fierce Fight! Saga Battle (レジェンズ 激闘!サーガバトル) ist ein Actionspiel für die PlayStation 2, das ursprünglich am 16. Dezember 2004 veröffentlicht wurde, ebenfalls produziert von Bandai. Der Titel unterstützt das Spielen mit zwei Spielern. Das Spiel bietet mehr als 60 Legendz, mit denen der Spieler kämpft.
Das dritte veröffentlichte Legendz-Spiel ist Legendz: Sign of Nekuromu (レジェンズ サイン オブ ネクロム), ein Game-Boy-Advance-Spiel, das wieder von Bandai produziert und am 17. Februar 2005 veröffentlicht wurde.

## Rezeption
The Anime Encyclopedia bemerkt die Ähnlichkeiten mit Dragon Drive in der Einführung von Shu und Shiron. Es stellt auch die Ähnlichkeiten mit Pokémon fest, mit Ausnahme von Drachen und den „stilistischen Ähnlichkeiten“ von Regisseur Daichi bei Grrl Power. Das Manga-Rezensionskompendium Manga: The Complete Guide lobte das „aufwendige Universum“ und die „skurrilen Zeichnungen“, stellte jedoch fest, dass die Kreaturen „fade“ seien.